# Příhody lišky Bystroušky
Příhody lišky Bystroušky je opera o třech dějstvích Leoše Janáčka, složená v letech 1921–1923.
Její premiéra proběhla v Národním divadle v Brně 6. listopadu 1924. Opera je jedním z nejhranějších děl skladatele jak v českých divadlech, tak na světových operních scénách. V německy mluvících zemích se uvádí pod názvem Das schlaue Füchslein (Chytré liščátko).

## Námět
Autorem původního námětu byl spisovatel a novinář Rudolf Těsnohlídek, který v Lidových novinách postupně zveřejnil na pokračování původní příběh o vychytralé lišce (Liška Bystrouška). Příběh vytvořil na podkladě původních ilustrací malíře Stanislava Lolka. Janáčkovi se tento novinový cyklus zalíbil natolik, že kromě hudby vytvořil i libreto své opery. Oproti původnímu Těsnohlídkově literárnímu námětu, ve kterém hlavní postava chytré lišky neumírá, však liška Bystrouška v posledním dějství opery tragicky zahyne. Zastřelí ji pytlák Harašta, který posléze v den své svatby s Terynkou, láskou rechtora, nevěstě věnuje nový štucel, který je z ocasu lišky Bystroušky.

## Provedení v Česku (výběr)
- Příhody lišky Bystroušky měly premiéru v brněnském Divadle Na hradbách (Mahenovo divadlo). Operu režíroval Ota Zídek (1892–1955), dirigentem byl František Neumann (1874–1929), výtvarníkem Eduard Milén (1891–1976).[1]
- Národní divadlo v Praze uvedlo Příhody lišky Bystroušky poprvé 18. 5. 1925. Režii měl Ferdinand Pujman, dirigoval Otakar Ostrčil, scéna Josef Čapek[2]

## Galerie

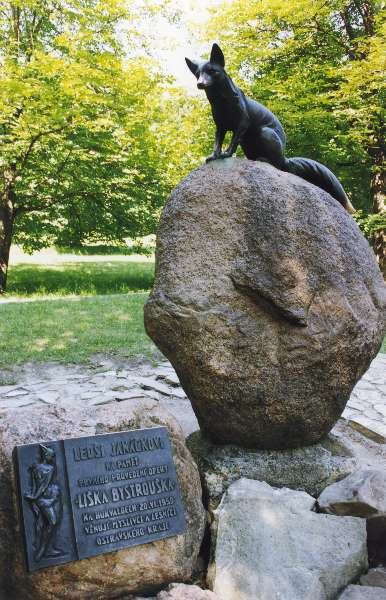
Pomník Leoši Janáčkovi v Hukvaldech na upomínku prvního provedení opery
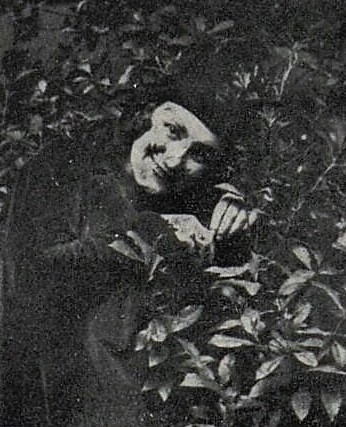
Ema Miřiovská, představitelka Lišáka, Národní divadlo Praha, 1925

## Nahrávky
- 1958 Hana Böhmová, Libuše Domanínská, Rudolf Asmus, Jiří Joran, Milada Čadikovičová, Antonín Votava, Kühnův dětský sbor, Orchestr a sbor Národního divadla v Praze, Václav Neumann Supraphon DV 5428-29 G
- 1972 Helena Tattermuschová, Eva Zikmundová, Zdeněk Kroupa, Jan Hlavsa, Dalibor Jedlička, Josef Heriban, Jaroslava Dobrá, Eva Hlobilová, Orchestr a sbor Národního divadla v Praze, Bohumil Gregor Supraphon LP 1 12 1181-2, CD SU 3071-2
- 1982 Gabriela Beňačková-Čápová, Magdalena Hajóssyová, Richard Novák, Helena Buldrová, Miroslav Frydlewicz, Karel Průša, Karel Hanuš, Drahomíra Tikalová, Jaroslav Souček, Pražský filharmonický sbor, Česká filharmonie, Václav Neumann Supraphon LP 1116 3471-72, CD 10 3471-2 612
- 1982 Lucia Popp, Eva Randová, Dalibor Jedlička, Václav Zítek, Libuše Márová, Ivana Mixová, Beno Blachut, Richard Novák, Sbor Vídeňské státní opery, Vídeňská filharmonie, Charles Mackerras London Records LP L56C 1321/2, CD 417 129-2, Decca CD 475 8670